# Kathedrale des heiligen Sebastian

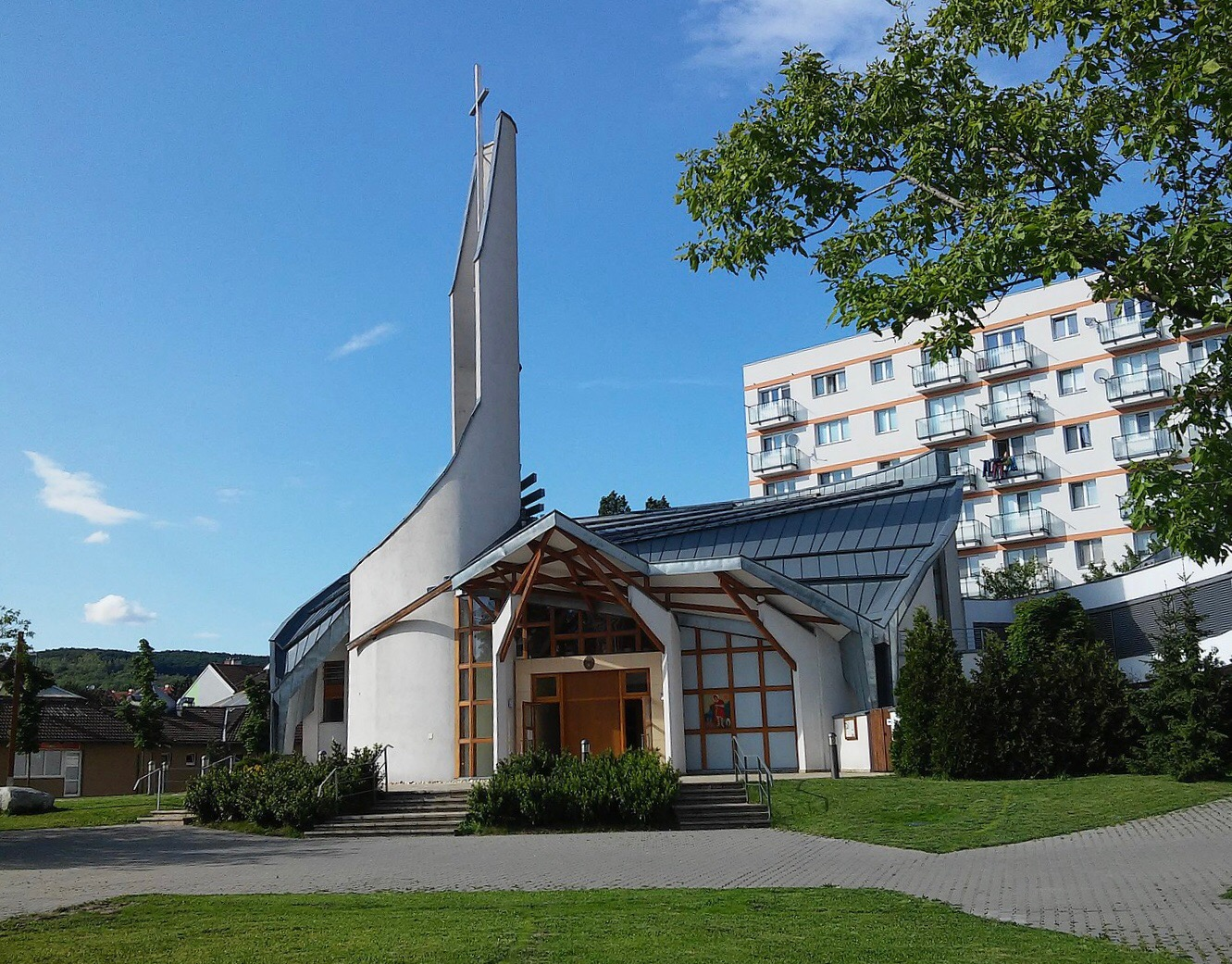
Kathedrale des heiligen Sebastian

Die Kathedrale des heiligen Sebastian (slowakisch Katedrála svätého Šebastiána) befindet sich im Bratislavaer Stadtteil Rača, Gemarkung Krasňany. Sie dient gleichzeitig als Pfarrkirche für die Ortsgemeinde und als Kathedralkirche für das slowakische Militärordinariat. Namensgeber ist der heilige Sebastian, ein römischer Soldat und Märtyrer des 3. Jahrhunderts.

## Geschichte
Der Grundstein für die Kirche wurde bereits 1995 gelegt und 2003 von Papst Johannes Paul II. gesegnet. Der Bau begann aber erst im Frühling 2007, nachdem die Baugenehmigung im Januar 2007 erteilt war. Die Pläne entwarf der Architekt Ladislav Bánhegyi. Das Dach wurde im Jahr 2008 aufgesetzt. Die Innenarbeiten dauerten bis Sommer 2009. Am 13. Juni 2009 erfolgte die feierliche Kirchweihe durch Erzbischof Stanislav Zvolenský. Damit löste die St.-Sebastians-Kirche die Kirche des hl. Johannes von Matha als Bischofskirche des Militärordinariats ab.

## Architektur und Ausstattung
St. Sebastian ist ein ovaler Raum mit Empore und einem 25 Meter hohen offenen, geschwungenen Turm am Eingang, der das dreiteilige Geläut trägt. Die Kirche hat etwa 150 Sitz- und 100 Stehplätze. Das zeltartige Dach ragt über der Portal-Glaswand nach vorn über die um mehrere Stufen erhöhte Terrasse. Hier kann bei größeren Feierlichkeiten ein Außenaltar errichtet werden. Im Presbyterium in der Mittelachse der Kirche steht der Marmoraltartisch. In ihm befinden sich Reliquien der 2003 seliggesprochenen Ordensschwester Zdenka Schelingová (1916–1955), die in der Ordensgemeinschaft Barmherzige Schwestern vom heiligen Kreuz tätig war, sowie des heiligen Sebastian. Hinter der Kathedra hängt ein Gobelin, der den heiligen Sebastian darstellt, ein Werk des akademischen Malers Mikuláš Klimčák. Links vom Altarraum steht eine Statue der Gottesmutter Maria. An der Stirnwand steht derzeit ein einfaches Holzkruzifix, das in der Zukunft durch ein Mosaik mit Darstellungen aus dem Leben des heiligen Sebastian von Marko Ivan Rupnik ersetzt werden soll.
Die Orgel wurde 2017 von Rieger Orgelbau (Schwarzach, Österreich) erbaut. Das Instrument hat 26 Register auf zwei Manualwerken und Pedal.
| I Hauptwerk C–a3 |       |
| Principal        | 16′   |
| Principal        | 08′   |
| Concertflöte     | 08′   |
| Viola di Gamba   | 08′   |
| Octav            | 04′   |
| Flûte d’amour    | 04′   |
| Quint            | 2 ⁄3′ |
| Octav            | 02′   |
| Mixtur IV        | 02′   |
| Trompete         | 08′   |
| Tuba militaris   | 08′   |

| II Schwellwerk C–a3 |       |
| Geigenprincipal     | 08′   |
| Gedeckt             | 08′   |
| Dolce               | 08′   |
| Salicional          | 08′   |
| Schwebung           | 08′   |
| Gemshorn            | 04′   |
| Nasard              | 2 ⁄3′ |
| Waldflöte           | 02′   |
| Fagott              | 16′   |
| Oboe                | 08′   |
| Tremulant           |       |

| Pedal C–g1   |     |
| Principalbaß | 16′ |
| Subbaß       | 16′ |
| Octavbaß     | 08′ |
| Violoncell   | 08′ |
| Posaune      | 16′ |

- Koppeln: II/I, I/P, II/P.